# Boris Sjisjkin
Boris Konstantinovitj Sjisjkin (ryska: Борис Константинович Шишкин), född den 7 april 1886 i Tilsit, död den 21 mars 1963 i Leningrad, var en rysk-sovjetisk botaniker som mest arbetade med blommande växter, framförallt nejlikväxter, flockblommiga växter och korgblommiga växter.
Auktorsnamnet Schischk. kan användas för Boris Sjisjkin i samband med ett vetenskapligt namn inom botaniken; se Wikipediaartiklar som länkar till auktorsnamnet.

## Eponymer
- Släkten
  - Schischkinia
  - Schischkinella

- Arter

Ett stort antal arter har givits epitetet schischkinii